# 东方颌翼龙属
东方颌翼龙（学名：Orientognathus）是喙嘴翼龙科翼龙的一个属，生存于中侏罗世的中国。东方颌翼龙所知于吕君昌等人于2015年首次描述的包含大部分骨骼及颅骨的单件标本。该分类单元发现于中国的土城子组，略年轻于发现该区域大部分其它中侏罗世翼龙的髫髻山组。描述研究中的系统发育分析将东方颌翼龙确认为喙嘴翼龙科原始成员，可能属于喙嘴翼龙亚科。